# Lucas Rodríguez Pire
Lucas Rodríguez Pire (Madrid, España, 12 de agosto de 1900 - Oviedo, España, 18 de junio de 1989). Fue un conocido químico ovetense, descubridor del peso atómico exacto del carbono que supuso la base del famoso sistema de datación del carbono-14 y creador del principio alimenticio Menem. El 11 de enero de 1994 el Ayuntamiento de Oviedo aprobó denominar una calle del barrio de La Carisa con su nombre.

## Biografía
Era hijo de un teniente de la Guardia Civil y su madre era de Somado, pero nació en la capital española debido al trabajo de su padre. Casado con Amelia Laborda, enviudó a mediados de la década de los 40. Tenía tres hijas.

### Carrera
Cursó la carrera de Ciencias Químicas en la Universidad de Oviedo, licenciándose en 1919 con premio extraordinario. Su tesis doctoral, defendida en 1921, versó sobre el peso atómico del carbono, que logró ajustar hasta en tres decimales, frente al número entero 12 que se le concedía hasta entonces. Este descubrimiento sería la base del carbono-14, que ha resultado de enorme utilidad para las dataciones en el tiempo.
Era un predicador de la teoría de los radicales libres y prueba de ello fue el principio alimenticio que el mismo patento llamado Menem, una sustancia que ralentizaba el envejecimiento celular y tuvo su éxito durante algunas décadas sobre todo entre la población ovetense.[cita requerida]
Fue director del laboratorio central de la Unión Española de Explosivos y del de la Fábrica de Mieresde la que llegó a ser director de fábrica. Pertenecía al prestigiosos Cuerpo de Químicos de Aduanas. También ejerció la docencia en el Instituto de Mieres y en el de Quevedo en Madrid. En 1936 se convirtió en catedrático en la Universidad de Oviedo, ocupando la cátedra de Química Técnica. Tras la guerra civil española mantuvo su puesto como catedrático, algo nada habitual.
Fue varias veces elegido Diputado Provincial. Fue Consejero de la Caja de Ahorros de Asturias.
Al igual que Grande Covián, recibió la condecoración de la Orden de Alfonso X el Sabio.
Junto al rector Sabino Álvarez Gendín fue uno de los artífices de la supervivencia de la institución en una época en la que se temía por su continuidad; gracias a ellos la Facultad de Químicas de la Universidad de Oviedo se convirtió en una de las más prestigiosas a nivel nacional.[cita requerida] Fue interventor de la Universidad, decano de Ciencias y vicerrector durante veinte años.[cita requerida] Vicedirector y miembro fundador del Real Instituto de Estudios Asturianos. Construyó en el Campo de Maniobras el edificio de la Facultad de Ciencias, inaugurado en 1958 y ubicó la Escuela de Minas en el lugar destinado a la Escuela de Artes y Oficios, impulsando también el Instituto Nacional del Carbóndel que fue unos de sus directores. Se jubiló en el año 1970 y falleció el 18 de junio de 1989.